# Iàmskaia Step
Iàmskaia Step (en rus: Ямская Степь) és un poble (un possiólok) de l'óblast de Kursk, a Rússia, segons el cens del 2010 tenia 9 habitants.